# سانتا کلما د فارنرس
سانتا کلما د فارنرس (به اسپانیایی: Santa Coloma de Farners) یک شهرستان در اسپانیا است که در استان خرنا واقع شده‌است.

## خصوصیات
سانتا کلما د فارنرس ۷۱٫۳۱ کیلومترمربع مساحت و ۹٬۱۶۹ نفر جمعیت دارد و ۱۴۲ متر بالاتر از سطح دریا واقع شده‌است.